# Gerhardsennuten
Gerhardsennuten är en bergstopp i Antarktis. Den ligger i Östantarktis. Norge gör anspråk på området. Toppen på Gerhardsennuten är 1 730 meter över havet, eller 356 meter över den omgivande terrängen. Bredden vid basen är 1,5 km.
Terrängen runt Gerhardsennuten är varierad.  Trakten är glest befolkad. Närmaste befolkade plats är Svea, 4,9 kilometer sydväst om Gerhardsennuten. 